# Marianów (powiat kaliski)
Marianów – wieś w Polsce położona w województwie wielkopolskim, w powiecie kaliskim, w gminie Koźminek.
W latach 1975–1998 miejscowość należała administracyjnie do województwa kaliskiego.
Wsie sąsiadujące to: Nowy Karolew, Ksawerów, Oszczeklin. W Marianowie znajduje się remiza strażacka – siedziba ochotniczej straży pożarnej.